# Friedrich Tischer
Friedrich Tischer (6. června 1874 Toužim – 27. listopadu 1939 Karlovy Vary) byl československý právník, historik umění a politik německé národnosti - meziválečný senátor Národního shromáždění ČSR za Sudetoněmeckou stranu (SdP).

## Biografie
Pocházel z rodiny Johanna Tischera, měšťana v Toužimi čp. 104, správce panství ve Stříbře, a jeho manželky Franzisky, rozené Latka, z Toužimi čp. 103. V letech 1896/1897–1899/1900 absolvoval osm semestrů studia práv na právnické fakultě Německé univerzitě v Praze, které uzavřel státní zkouškou a studium přerušil. Mezi lety 1924–1931 absolvoval další studium práv na téže fakultě Německé univerzity v Praze, které ukončil rigorózní zkouškou a byl prohlášen doktorem práv.
Od počátku studií se systematicky zabýval historií českého cínu, cínařů, konvářů, jejich děl a výrobních značek. Roku 1928 o nich v Lipsku vydal dosud jedinou soubornou monografii Böhmisches Zinn und seine Marken, vydanovu znovu v reprintu roku 1973.
Roku 1935 byl kandidátem advokacie v Karlových Varech.
V parlamentních volbách v roce 1935 získal za Sudetoněmeckou stranu senátorské křeslo v Národním shromáždění. V senátu setrval do října 1938, kdy jeho mandát zanikl v důsledku změn hranic Československa.